# سوفی دو کوندورسه
سوفی ماری لوئیز دو گروشی، مارکیز دو کوندورسه (به فرانسوی: Sophie Marie Louise de Grouchy, marquise de Condorcet) نویسنده قرن هجدهم میلادی اهل فرانسه است.